# Burg (bei Magdeburg)
Burg este un oraș care aparține de districtul Jerichower Land din landul Sachsen-Anhalt, Germania.

## Așezare
Burg se află la ca. 25 de km nord-est de Magdeburg, care este capitala landului. Ape curgătoare mai importante sunt râul Ihle și canalul Elbe-Havel. Fluviul Elba mărginește în partea de nord-vest orașul.

## Impărțire adminstrativă
De Burg aparțin următoarele 
localități:
- Detershagen
- Ihleburg
- Niegripp
- Parchau
- Schartau

cartiere ale orașului:
- Blumenthal
- Gütter
- Madel

## Creșterea numărului populației
- 1880 - 15.877
- 1910 - 24.074
- 1939 - 27.082
- 1950 - 30.314
- 1964 - 29.843
- 1988 - 28.056

la 3. octombrie 1990:
- 1990 - 29.419

până la 31. decembrie:
- 1995 - 28.975
- 2000 - 26.519
- 2005 - 24.747
- 2006 - 24.364

1. ↑  Alle politisch selbständigen Gemeinden mit ausgewählten Merkmalen am 31.12.2018 (4. Quartal) (în germană), Statistisches Bundesamt[*], arhivat din original la 10 martie 2019, accesat în 10 martie 2019